# Grobelno (Polska)
Grobelno (niem. Dammfelde) – wieś w Polsce, położona w województwie pomorskim, w powiecie malborskim, w gminie Malbork na obszarze Wielkich Żuław Malborskich nad Nogatem.
W latach 1975–1998 miejscowość administracyjnie należała do województwa elbląskiego.
W miejscowości funkcjonowała niegdyś restauracja Cafe Sanssouci, znajduje się w niej także niemiecki nagrobek z 1810 roku.